# Berry-Massiv
Das Berry-Massiv ist ein kompaktes, in etwa kreisförmiges und 850 m hohes Massiv an der Wilkins-Küste des Palmerlands auf der Antarktischen Halbinsel. Es ragt an der Südflanke der Mündung des Clifford-Gletschers in das Smith Inlet auf.
Der United States Geological Survey (USGS) nahm 1974 eine Vermessung vor. Das Advisory Committee on Antarctic Names benannte das Massiv 1976 nach Dale L. Berry, Biologe des United States Antarctic Research Program und wissenschaftlicher Leiter der Palmer-Station im Jahr 1971.